# 후지 뉴스 네트워크
후지 뉴스 네트워크(Fuji News Network, 약칭：FNN)는 후지 TV(CX)를 중심방송국(키 스테이션), 간사이 권역(긴키 광역권)의 간사이 TV 방송(KTV)을 준중심방송국으로 하는 일본의 텔레비전 뉴스 네트워크이다.
뉴스 네트워크인 FNN과 별개로 프로그램 공급 네트워크인 FNS가 존재한다.

## FNN 가맹국
- 기재순서에 대해
  - 이 표는, 일본 북쪽에서 남쪽으로의 순서로 기재하고 있다.
- 기호에 대해
  - ★ - 중파 라디오 방송국이 자회사 또는 관련 회사로서 존재하는 방송국
  - ■ - 지역 뉴스 동영상 전달 실시국
  - ▲ - 민관공동투자를 통해 설립된 방송국
  - ● - 일찍이 FNN/FNS 지역 민방 네트워크가 존재한 지역
  - ○ - 일찍이 FNS 지역 민방 네트워크가 존재한 지역

| 방송구역    | 약칭/ID | 회사명             | FNN 가맹 연월일            | 비고 | 기호 |
| ----------- | ------- | ------------------ | -------------------------- | --- | --- |
| 홋카이도    | UHB 8   | 홋카이도 분카 방송 | 1972년 4월 1일 개국 당시   | 발족 당시부터 1970년까지 후지 텔레비전 직접 취재 지역이었으나 1970년부터 후지TV가 후지TV 삿포로 지국을 개설해 보도 취재를 하고 있었다. 덧붙여 당시, 후지 TV 프로그램을 많이 방송하고 있던 삿포로 TV 방송은 FNS에만 가맹하고 있었다. | ■○ |
| 아오모리현  | 없음    | 없음               | 없음                       | 후지텔레비전 아오모리 지국이 취재. 경우에 따라 홋카이도 분카 방송·센다이 방송·이와테 멘코이 TV에서 취재하는 경우가 있다. 당초에는 아오모리 TV가 가맹할 예정이었다.(ANN/JNN(준계열국 취급)→JNN).                                     | 후지텔레비전 아오모리 지국이 취재. 경우에 따라 홋카이도 분카 방송·센다이 방송·이와테 멘코이 TV에서 취재하는 경우가 있다. 당초에는 아오모리 TV가 가맹할 예정이었다.(ANN/JNN(준계열국 취급)→JNN). |
| 이와테현    | mit 8   | 이와테 멘코이 TV   | 1991년 4월 1일 개국 당시   | 아오모리 현 하치노헤시에 하치노헤 지사가 있다. | |
| 미야기현    | OX 8    | 센다이 방송        | 1966년 10월 창설시         | 개국은 1962년 10월 1일. 1970년 9월까지는 NNN/ANN와의 트리플 크로스 넷이었다. | ■ |
| 아키타현    | AKT 8   | 아키타 TV          | 1969년 12월 1일 개국 당시  | 1981년~1987년 3월까지는 ANN과의 크로스넷 방송국이었다. | |
| 야마가타현  | SAY 8   | 사쿠란보 TV        | 1997년 4월 1일 개국 당시   | 1970년 4월(개국)~1993년 3월까지는 YTS 야마가타 TV가 가맹. 1993년 4월~1997년 3월까지는 후지텔레비전 야마가타 지국이 취재. | ● |
| 후쿠시마현  | FTV 8   | 후쿠시마 TV        | 1983년 4월 1일부터         | 1970년 4월(개국)~1971년 9월까지 FCT후쿠시마 중앙 TV가 가맹. 1971년 10월~1983년 3월까지는 JNN과의 네트워크 관계로 인한 배타협정 때문에 FNS에만 가맹했다.                                                                             | ▲● |
| 간토 광역권 | CX 8    | 후지 TV            | 1966년 10월 창설 당시      | 중심방송국(키 스테이션) | ★■ |
| 야마나시현  | 없음    | 없음               | 없음                       | 후지TV 고후 지국이 취재. 당초는 TV 야마나시가 참가할 예정이었으나, TV 야마나시는 JNN 완전가맹국으로 개국한다. | 후지TV 고후 지국이 취재. 당초는 TV 야마나시가 참가할 예정이었으나, TV 야마나시는 JNN 완전가맹국으로 개국한다.                                                                                   |
| 나가노현    | NBS 8   | 나가노 방송        | 1968년 12월 20일 개국 당시 | | ■ |
| 니가타현    | NST 8   | 니가타 종합 TV     | 1968년 12월 16일 개국시    | 개국 당시부터 1981년 3월까지 NNN/ANN과의 트리플 크로스넷 방송국, 1981년 4월~1983년 9월까지 ANN과의 크로스넷 방송국이었다. | |
| 시즈오카현  | SUT 8   | TV 시즈오카        | 1968년 12월 24일 개국시    | | |
| 주쿄 광역권 | THK 1   | 도카이 TV          | 1966년 10월 창설 당시      | 개국은 1958년 12월 25일 | ★■ |
| 도야마현    | BBT 8   | 도야마 TV 방송     | 1969년 4월 1일 개국 당시   | 구통칭：T34(1993년 12월 31일까지). | ■ |
| 이시카와현  | ITC 8   | 이시카와 TV        | 1969년 4월 1일 개국 당시   | | |
| 후쿠이현    | FTB 8   | 후쿠이 TV 방송     | 1969년 10월 1일 개국 당시  | | |
| 긴키 광역권 | KTV 8   | 간사이 TV 방송     | 1966년 10월 창설 당시      | 준중심방송국. 개국은 1958년 11월 22일. 2007년 4월, 자사 제작 버라이어티 프로그램 날조 사건으로 일본 민간방송 연맹에서 제명 처분을 받았다.                                                                                           | ■ |
| 돗토리현    | TSK 8   | 산인 중앙 TV 방송  | 1970년 4월 1일 개국 당시   | 1972년 9월 산인 지역 방송구역 광역화 전까지는 시마네 현만 취재. 덧붙여 방송구역 광역화전 돗토리 현 취재는, FNN 발족 당시부터 1972년 9월까지, 니혼카이 TV(NKT)에서 취재를 담당했다.                                                  | ● |
| 시마네현    | TSK 8   | 산인 중앙 TV 방송  | 1970년 4월 1일 개국 당시   | 1972년 9월 산인 지역 방송구역 광역화 전까지는 시마네 현만 취재. 덧붙여 방송구역 광역화전 돗토리 현 취재는, FNN 발족 당시부터 1972년 9월까지, 니혼카이 TV(NKT)에서 취재를 담당했다.                                                  | |
| 오카야마현  | OHK 8   | 오카야마 방송      | 1969년 4월 개국 당시       | 1979년 3월까지는 ANN과의 크로스넷 방송국이었다. 또, 1979년 4월의 오카야마·가가와 방송구역 광역화 전까지는 오카야마 현만 취재했다.                                                                                                   | ■ |
| 가가와현    | OHK 8   | 오카야마 방송      | 1969년 4월 개국 당시       | 1979년 3월까지는 ANN과의 크로스넷 방송국이었다. 또, 1979년 4월의 오카야마·가가와 방송구역 광역화 전까지는 오카야마 현만 취재했다.                                                                                                   | ■ |
| 히로시마현  | TSS 8   | TV 신히로시마      | 1975년 10월 1일 개국 당시  | 발족당시부터 1975년 9월까지 HTV히로시마 TV 방송이 가맹. | ● |
| 야마구치현  | 없음    | 없음               | 없음                       | 야마구치 현은 기본적으로 TV 니시닛폰이 취재를 담당하며, 야마구치 현 서부와 북부를 주된 취재 구역으로 하고 있으며 현 동부는 TV 신히로시마가 취재를 담당한다.                                                                         | ○ |
| 도쿠시마현  | 없음    | 없음               | 없음                       | 간사이TV가 취재를 담당 | 간사이TV가 취재를 담당 |
| 에히메현    | EBC 8   | TV 에히메          | 1969년 12월 10일개국 당시  | | ■ |
| 고치현      | KSS 8   | 고치 산산 TV       | 1997년 4월 1일 개국 당시   | 당초에는 1970년 4월 개국한 TV 고치가 참가할 예정이었지만, JNN 완전 가맹국으로 개국했기 때문에 설치에 오랜 시간이 걸렸다. | |
| 후쿠오카현  | TNC 8   | TV 니시닛폰        | 1966년 10월 창설 당시      | | ▲ |
| 사가현      | STS 3   | 사가 TV            | 1969년 4월 1일 개국 당시   | | ■▲ |
| 나가사키현  | KTN 8   | TV 나가사키        | 1969년 4월 1일 개국 당시   | 1990년 9월까지 NNN과의 크로스넷 방송국이었다 (※NNN 완전계열국 나가사키 국제 TV는 예정보다 반년 늦게 개국). | |
| 구마모토현  | TKU 8   | TV 구마모토        | 1969년 4월 1일 개국 당시   | 1982년 3월까지 NNN/ANN과의 트리플 크로스넷 방송국, 1982년 4월~1989년9월까지 ANN과의 크로스넷 방송국이었다. | ■ |
| 오이타현    | TOS 4   | TV 오이타          | 1970년 4월 1일 개국 당시   | NNN·NNS 크로스넷 방송국. | ■ |
| 미야자키현  | UMK 3   | TV 미야자키        | 1973년 1월 26일 정식 가맹  | 개국은 1970년 4월 1일. FNS에는 1972년 4월 1일 가맹. NNN/FNS/ANN과 크로스 네트워크 관계, NNS 미가맹 | ■ |
| 가고시마현  | KTS 8   | 가고시마 TV        | 1969년 4월 1일 개국 당시   | 1982년 9월까지 NNN/ANN과의 트리플 크로스넷 1982년 10월~1994년 3월까지 NNN과의 크로스넷 방송국이었다. | |
| 오키나와현  | OTV 8   | 오키나와 TV 방송   | 1972년 5월 15일부터        | 개국은 1959년 11월 1일. 1969년 4월 가맹 전까지는 NHK를 포함한 네프리 네트워크 방송국이었다. | ■ |

### 예전에 가맹했던 방송국
| 방송구역   | 약칭/ID | 회사명           | 개요·이유등 |
| ---------- | ------- | ---------------- | --- |
| 야마가타현 | YTS 5   | 야마가타 TV      | 1970년 4월 개국~1993년 3월까지. FNS에도 가맹하고 있었다. 경영난을 이유(아사히 신문에서 증자를 받는다)로 ANN으로 네트워크를 교체하게 되었다. |
| 후쿠시마현 | FCT 4   | 후쿠시마 중앙 TV | 1970년 4월 개국~1971년 9월까지. FNS에도 가맹하고 있었다. 요미우리 신문과의 자본관계 때문에 1971년 9월 후쿠시마 TV에 양도하는 형태로 이탈. 덧붙여 후쿠시마 테레비는 당시 , JNN 계열국이었기 때문에, FNS만 가맹했었다(JNN 배타협정으로 인해서이며 1983년 JNN을 탈퇴하고(3월), FNN에 가맹(4월)). |
| 히로시마현 | HTV 4   | 히로시마 TV 방송 | 발족~1975년 9월까지 가맹. 그리고, FNS에도 가맹하고 있었다. |

### 참가를 예정하면서 가맹하지 않았던 방송국
| 방송구역   | 약칭/ID | 회사명      | 개요·이유 등 |
| ---------- | ------- | ----------- | --- |
| 아오모리현 | ATV 6   | 아오모리 TV | 1968년 12월 ANN·JNN(준계열국 취급) 크로스넷 방송국으로 개국. 1975년 3월 31일 JNN 완전가맹국이 되면서 가맹하지 않았다.                                                 |
| 야마나시현 | UTY 6   | TV 야마나시 | 1970년4월 JNN 완전가맹국으로 개국하면서 FNN·FNS에는 가맹하지 않았다.                                                                                                  |
| 야마구치현 | TYS 3   | TV 야마구치 | 1970년 4월 JNN/FNS 크로스넷 방송국으로 개국. JNN 배타협정 때문에 FNN에는 개국 당시부터 가맹하지 않았다. 그 후 1987년 9월 FNS를 이탈한다.(이것도 JNN 배타협정과 관련). |
| 고치현     | KUTV 6  | TV 고치     | 1970년 4월 JNN 완전가맹국으로 개국하면서 FNN·FNS에는 가맹하지 않았다.                                                                                                 |

## 해외 지국

### 개요
- 명목상 전 지국은후지 TV가 개설하고 있게 되어 있지만, 실제는 「FNN 기금」을 바탕으로 가맹국에서 개설·운영을 분담하고 있다.
- 또 기자의 파견은, 실제의 개설국뿐만 아니라 다른 가맹국에서도 파견되고 있다.
- 2000년 전반까지 TV 신 히로시마에서 설치한 시드니 지국이 있었지만, 현재는 폐지했다.
- 키국인 후지TV는 한국의 문화방송과 관계를 맺고 있고,[3] 대한민국에서 큰 사건이 나면 후지 텔레비전(센다이 방송에서도 기자를 파견한다.)에서 나서는 경우가 있으나, 주로 문화방송의 화면을 인용한다.

### 지국명칭
- FNN 서울 지국 (후지 TV) … 대한민국의 문화방송 본사 내에 개설. 센다이 방송에서도 기자 파견
- FNN 베이징 지국 (도카이 TV)
- FNN 상하이 지국 (간사이 TV 방송)
- FNN 쿠알라룸푸르 지국 (후지 TV) … 간사이 TV에서도 기자 파견
- FNN 방콕 지국 (TV 니시닛폰) … 테레비 니시닛폰이 유럽에 개설했던 지국이 폐쇄된 것에 대한 대체 조치.
- FNN 카이로 지국 (후지 TV)
- FNN 모스크바 지국 (후지 TV) … 홋카이도 분카 방송에서도 기자 파견
- FNN 베를린 지국 (후지 TV) … 간사이 TV에서도 기자 파견
- FNN 파리 지국 (후지 TV) … 간사이 TV에서도 기자 파견
- FNN 런던 지국 (TV 시즈오카)
- FNN 뉴욕 지국(후지 TV) … TV 신히로시마에서도 기자 파견
- FNN 워싱턴 지국 (후지 TV)
- FNN 로스앤젤레스 지국 (후지 TV)

## 방송 프로그램
- 아침 : 메자마시 TV (평일, 1994년 4월 ~ )
  - 메자마시 토요일 (토요일, 2003년 10월 ~ )
  - FNN 뉴스 (일요일, 2016년 4월 ~ )
- 낮 : FNN 프라임 뉴스 데이즈 (2018년 4월~)
- 저녁 : 프라임 뉴스 이브닝 (2018년 4월~)
- 20:54 ~ 21:00 : 더 뉴스 알파 픽 (2017년 10월 ~ 2018년 3월)
- 밤(심야) : FNN 프라임 뉴스 알파 (평일, 2018년 4월 ~ )
  - S-PARK (토, 일요일 : 2018년 4월~)